# Reyes Montiel
María de los Reyes Montiel Mesa (Madrid, 21 de agosto de 1970) es una política española. Militó hasta 2010 en Izquierda Unida, con la que fue diputada en la Asamblea de Madrid entre 2003 y 2010. Entre 2011 y 2014 fue coportavoz del partido ecologista Equo y entre 2011 y 2012 fue la presidenta de la Fundación Equo.

## Trayectoria política
Licenciada en Ciencias de la Información, Reyes Montiel ingresó a Izquierda Unida en 1993. En este partido formó parte de la corriente dirigida por Fausto Fernández e Inés Sabanés en Izquierda Unida Comunidad de Madrid y de IU Abierta, la corriente liderada por Gaspar Llamazares a nivel federal. Fue elegida diputada de la Asamblea de Madrid en las elecciones de 2003 y fue vicepresidenta tercera de la Asamblea durante dicha legislatura (2003-2007), en representación de su formación. Revalidó su acta de diputada en 2007, accediendo a la comisión ejecutiva regional tras la VIII Asamblea de  pero abandonó Izquierda Unida y su escaño en 2010.
A continuación, se integró en el proyecto Equo. Desde su constitución (febrero de 2011) y hasta 2012, Montiel fue la presidenta de la Fundación Equo, embrión del partido político. El 30 de junio de 2011, en una votación abierta a afiliados y simpatizantes, Reyes Montiel fue elegida portavoz del partido, junto con Juantxo López de Uralde. En el primer congreso del partido, celebrado en julio de 2012, Montiel fue elegida por socios y simpatizantes miembro de su órgano de dirección, la Comisión Ejecutiva Federal, compuesta por 14 personas, siete hombres y siete mujeres. En las elecciones generales de noviembre de 2011, Montiel fue candidata por Madrid, en el número cuatro, sin resultar elegida.
El 12 de julio de 2012, la Comisión Ejecutiva Federal eligió de entre sus miembros a los portavoces. Juantxo López de Uralde y Reyes Montiel resultaron reelegidos.
El 29 de mayo de 2014, pocos días después de las Elecciones al Parlamento Europeo, en las que Montiel ocupó el cuarto puesto de la candidatura Primavera Europea sin resultar elegida, se dio a conocer la dimisión de la madrileña, que esta habría comunicado a su partido el día anterior a los comicios según el comunicado oficial del mismo.